# Albendiego
Albendiego es un municipio y localidad español de la provincia de Guadalajara, en la comunidad autónoma de Castilla-La Mancha. El término municipal tiene una población de 44 habitantes (INE 2024).

## Geografía
El municipio tiene un área de 23,00 km². La localidad se encuentra situada junto al río Bornova.

## Historia
Una de las 131 aldeas que conformaban el territorio asignado a la  comunidad de villa y tierra de Atienza conforme al Fuero recibido en 1149 de manos del rey de Castilla Alfonso VII.
A mediados del siglo XIX, el lugar tenía contabilizada una población de 204 habitantes. Aparece descrito en el primer volumen del Diccionario geográfico-estadístico-histórico de España y sus posesiones de Ultramar de Pascual Madoz de la siguiente manera:

ALBENDIEGO: l. con ayunt. en la prov. de Guadalajara (14 leg.), adm. de rent. y dióc. de Sigüenza (7), part. jud. de Atíenza (3), aud. terr. y c. g. de Madrid (21): sit. en una llanada á la falda de la sierra del Santo Alto Rey, y márg. del r. Bornóba, rodeado de monte de pinar, y combatido por el viento N.; es de clima muy frio, y se padecen catarros, dolores de costado y pulmonias. Tiene 70 casas medianamente construidas, las cuales forman varias calles algo incómodas por la humedad del suelo: tiene casa de ayunt., escuela de primera educacion dotada con 1/2 fan. de grano por cada uno de los 36 alumnos de ambos sexos que á ella concurren; una fuente de agua esquisita, dos ermitas tituladas de la Soledad y S. Roque, y á mas de medio cuarto de hora de la pobl. en medio de la vega, la igl. parr. dedicada á Sta Coloma virgen y martir. El abad de este título, dignidad de la cated. de Sigüenza, era el cura párr., percibía todos los diezmos, y nombraba un cura servidero con 3,500 rs. de dotaciin. Se cree que esta abadía se fundó con las haciendas que poseian los Templarios en aquel terr., y consisten en la misma igl. de Sta. Coloma (parr. en el dia), un cast. inmediato á ella con casa y huerta, la ermita titulada del Santo Alto Rey, que está sit. en lo mas alto de la gran sierra que lleva este nombre al S. de la pobl., otro cast. arruinado contiguo á la misma, y toda la tierra de llano y monte que media entre ambos santuarios: hace algunos años se ha erigido esta igl. en curato propio, y aquella dignidad solo conserva el titulo de cura primitivo. Confina el térm. por N. con el de Somolinos (1/4 leg.), E. el de Ujados (1), S. el de Gascueña (2), y O. el de Campisabalos (1): comprende 7,810 fan., de las cuales se cultivan 4,360, y son de primera calidad 1,100; de segunda 2,000, y de tercera 1,260: las tierras incultas se emplean para pastos; hay varios huertos con frutales; la ya citada sierra de Alto Rey y la denominada de Pela que viene desde el pueblo de Somolinos, pobladas de pinares: le cruza el r. Bornóba, que proviene de la laguna de Somolinos, y da movimiento á 2 molinos harineros: el terreno es húmedo, escabroso, de malas tierras en los montes, y muy feraces en el llano: los caminos de herradura, y conducen á Valladolid, Aragon y la Alcarria: se recoge la correspondencia por los mismos interesados en Atienza. Prod.: trigo, cebada, y patatas; se mantiene algun ganado cabrio, lanar y vacuno: caza menor y de jabalíes, y algunas truchas en el r.: ind.: en este pueblo son carpinteros casi todos sus moradores: sierran los pinos y hacen muchos muebles de esta madera: concurren arriegos á cargar de estos utensilios, en lo que consiste su único comercio. Pobl.: 53 vec., 204 alm.: cap. prod. 975.560 rs.: imp. 69,800: contr.: 4,366.
(Madoz, 1845, pp. 310-311)

## Demografía
Albendiego cuenta con una población de 44 habitantes (INE 2024).
| Gráfica de evolución demográfica de Albendiego entre 1842 y 2021                                                    |
| |
| Población de derecho según los censos de población del INE Población de hecho según los censos de población del INE |

## Monumentos
- Ermita de Santa Coloma de Albendiego